# 新赤色密室
《新赤色密室》（Shin akai misshitsu (heya): Kowareta ningyō-tachi）是一部2000年的非戲院电影，由山內大輔執導。本片是山內大輔1999年執導电影《赤色密室》的续集，又名《赤色密室2》。

## 剧情
兩男兩女參加獎金2000萬日圓的真人秀節目。參賽者有：
- 真鍋睦子，懷孕的28歲女性，加藤深雪（かとうみゆき，音）饰；
- 尾山武，自信的人，吉田祐健饰；
- 田島秀之，沉默寡言、害羞的人，小籠行雄饰；
- 共子（キョーコ，音），三屆真人秀冠軍，高橋裕香饰。

遊戲开始，四个人被鎖在一個房間裡，房間裡有一張桌子、四把椅子、一個籠子和一個裝有膠帶、牙刷、撬棍、燈泡和鞭子的盒子。參賽者發給四張牌，有三個數字和一個王冠。誰拿到王冠，誰就可以選出兩名參賽者，將他們關在籠子裡考验他们，而第三名參賽者則扮演旁觀者的角色。
在第一回合中，王冠被共子拿到。共子強迫睦子舔燈泡，武在她面前自慰。武射在睦子的臉上，通過考验。後來王冠被武拿到，他強迫睦子將牙刷的刷毛一側插入秀之的鼻子。睦子通過了考验，秀之大出血。輪到睦子拿到王冠，她強迫共子喝下武的嘔吐物。共子通過了考验，喝得津津有味。
武再次拿到了王冠。武強迫共子與秀之發生性關係，共子通過了考驗。在接下來的一輪中，共子抽到了王冠。共子強迫武“刺激”睦子。他將一根手指插入她的阴道，然後決定將整隻手插入进行拳交，睦子的胎兒被摘除，倒地流血。
此时场上还剩下武、秀之和共子。王冠又被共子抽到，她让武和秀之打架。武似乎輕鬆佔據上風，將秀之打得血淋淋，但在時間結束前三秒，他站起來用撬棍擊中武，武暈倒了。
秀之和共子洗牌，王冠再次被共子抽到。兩人將自己鎖在籠子裡，武突然甦醒並擊中了共子的頭部，導致她的左眼脱离眼眶。共子開始流血，但流出的不是血液而是一種奇怪的綠色液體。當武扯下共子的手臂時，他意識到共子實際上是一個半機械人。突然睦子也復活了，她用胎兒的脐带勒死了武，然後死了。
秀之看到共子因故障永久停机，然後進來一個男人，將裝有2000萬日元的公文包遞給秀之，並祝賀他的勝利。